# Coutances
Coutances je francouzská obec v departementu Manche v regionu Normandie. V roce 2010 zde žilo 9 355 obyvatel. Je centrem arrondissementu Coutances.

## Vývoj počtu obyvatel
Počet obyvatel 